# Tricesimo
Tricesimo é uma comuna italiana da região do Friuli-Venezia Giulia, província de Udine, com cerca de 7.304 habitantes. Estende-se por uma área de 17 km², tendo uma densidade populacional de 430 hab/km². Faz fronteira com Cassacco, Colloredo di Monte Albano, Pagnacco, Reana del Rojale, Tarcento, Tavagnacco, Treppo Grande.

## Demografia
| Variação demográfica do município entre 1861 e 2011                               |
|                                                                                   |
| Fonte: Istituto Nazionale di Statistica (ISTAT) - Elaboração gráfica da Wikipedia |